# Franciszek Szymura
Franciszek Szymura (né le 7 décembre 1912 à Dortmund - mort le 18 mai 1985 à Varsovie) est un boxeur polonais, vice-champion d'Europe amateur en 1937 et 1939.

## Palmarès

### Championnats d'Europe de boxe anglaise
- Médaillé d'argent en poids mi-lourds à Dublin en 1939
- Médaillé d'argent en poids mi-lourds à Milan en 1937

### Championnats de Pologne de boxe anglaise
- Médaillé de bronze en poids mi-lourds en 1951.
- Médaillé d'or en poids mi-lourds en 1935, 1936, 1937, 1939, 1946, 1947, 1948, 1949 et 1950.

### Championnat d'Europe de basket-ball
Il participe au Championnat d'Europe de 1946.